# Дальнее Устье
Дальнее Устье (тат. Үсия, Üsiä) — бывшая историческая местность в Казани. Административно относилась к 6-й полицейской части (до революции) и Кировскому району.

## География
Дальнее Устье было расположено на Волге, у впадения в неё Казанки, в 3 километрах к западу от центральной части Казани. Северо-западнее находилась Адмиралтейская слобода, юго-западнее – остров Маркиз, западнее – остров Песчаный (или Казанский), южнее — Бакалда.

## История

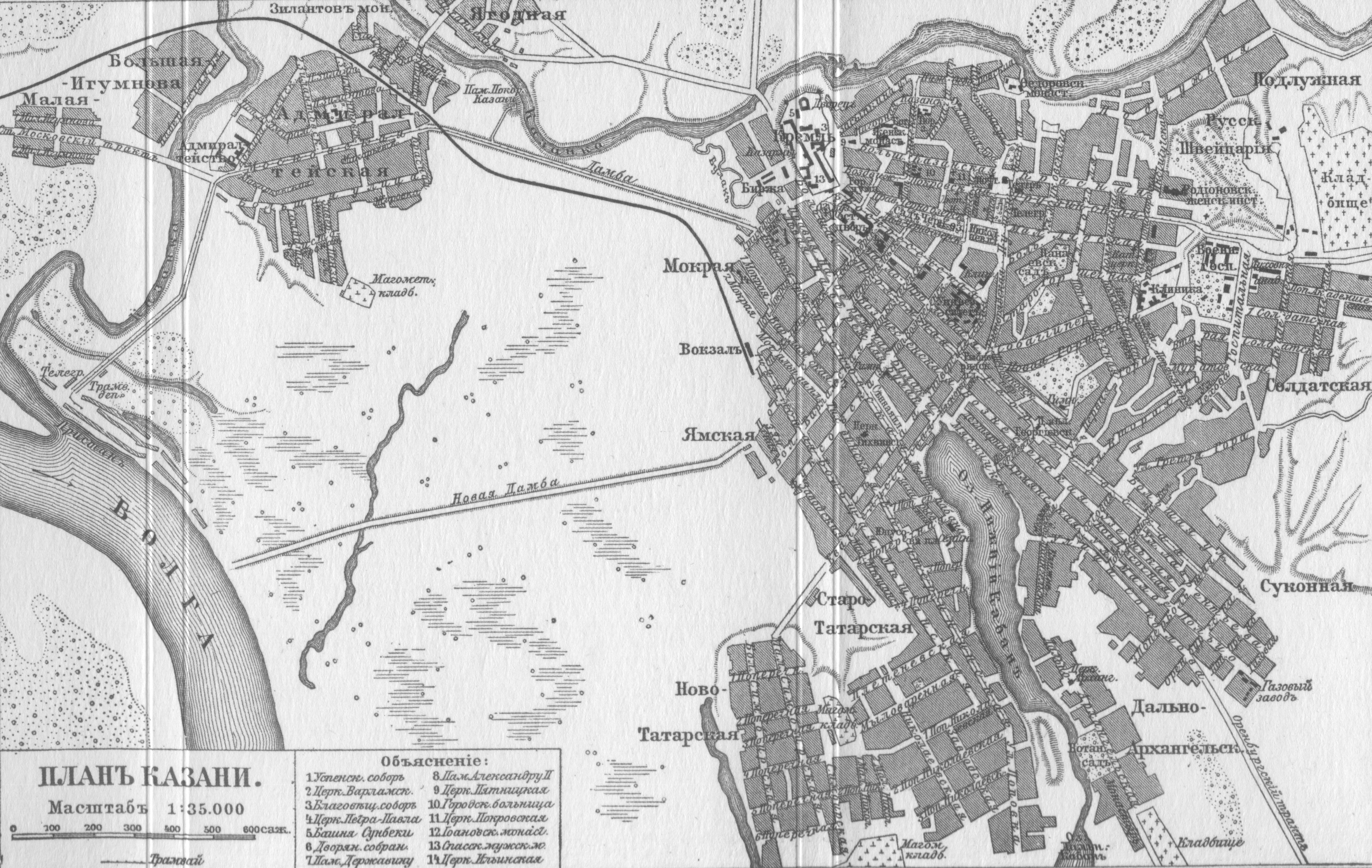
Карта Казани начала XX века с Дальним Устьем, Новой Дамбой и Волгой в своем прежнем русле.

Возникло и получило соответствующее название (в отличие от Ближнего Устья у Адмиралтейской и Ягодной слобод, ныне т.н. «старое русло» Казанки) в середине XIX века, когда город и устье Казанки были соединены через Адмиралтейскую слободу первой в городе Волжской дамбой (затем Адмиралтейская (Кировская) дамба), а все пристани были перенесены сюда из местности Бакалда и стали речным портом города. В 1854 году по этой же дамбе начали курсировать дилижансы-омнибусы до «Толчка»; в 1875 году по тому же маршруту начала курсировать «конка», а в 1899/1900 годах её сменил трамвай. Все эти виды транспорта были пущены здесь одними из первых в стране. К 1893 году через местность были проложены пути Московско-Казанской железной дороги с новым железнодорожным мостом рядом с автодорожной дамбой. Кроме того, в 1890-х годах Дальнее Устье было связано  непосредственно с центром Казани через Новую дамбу.
Во время Гражданской войны эта часть Казани не один раз переходила из рук в руки: 5 августа 1918 года белые высадили свой десант на Устье, однако отряды красных (подразделения 5-го латышского полка) заставили их отступить; 6 августа белые вновь высадили десант, сломили сопротивление красных и ворвались в город. В течение 7, 8 и 9 сентября 1918 года Дальнее Устье обстреливалось артиллерией красных; 9 сентября красные высадили здесь небольшой десант под командованием Николая Маркина, однако он был отогнан сильным артиллерийским огнём. 10 сентября Устье без единого выстрела было занято красными. Дальнее Устье являлась одной из наиболее пострадавших от боёв частей Казани: в частности, во время боёв сгорела дотла и более не восстанавливалась Казанская церковь.
На 1940 год здесь находились отделение милиции, редакция газеты «На рейде», 2 филиала магазина № 1 Кировского райпищеторга, магазин №25 Хлебторга, магазин №8 Торгводтранса, рынок, почтовое отделение, памятник Сталину, лесоперевалочная база Татнаркомлегпрома, изветсково-алебастровый завод Татнаркомместпрома, речной порт. Работала начальная школа № 72, действовавшая до 1956 года.
В 1956 году все строения на Дальнем Устье были снесены, а в 1957 году оно было затоплено водами Куйбышевского водохранилища, а речной порт был перенесён отсюда к Ново-Татарской слободе города.

## Население
| 1917 | 1920  |
| ---- | ----- |
| 2879 | ↘2088 |

Национальный состав (1920): русские — 1932 чел. (92,5%), татары — 96 чел. (4,6%), чуваши — 64 чел. (3,1%).

## Транспорт
Общественный транспорт появился на Дальнем Устье в 1854 году — тогда первый в Казани общественный транспорт (дилижанс) соединил площадь Толчок с Дальним Устьем; вскоре после открытия конки он прекратил свое существование.

### Трамвай
С 1875 года Дальнее Устье с Толчком (фактически с пересечением Большой Проломной и Гостинодворской улиц) начала связывать Волжская линия конки. Вскоре замены конки электрическим трамваем этом Волжская и Проломная трамвайные линии были объединены в Волго-Проломную линию, начинавшуюся в Суконной слободе. В 1922 году была проведена нумерация маршрутов Волго-Проломная линия получила порядковый № 1; в 1940 году к нему добавился маршрут № 7, шедший от железнодорожного вокзала. Оба этих маршрута ходили до 1956 года.

## Известные люди
- Алексей Пешков (Максим Горький) — работал грузчиком на Дальнем Устье в 1884 и 1885 годах.[19]